# La grande notte di Casanova
La grande notte di Casanova (Casanova's Big Night) è un film del 1954 diretto da Norman Z. McLeod.
È un film commedia statunitense con Bob Hope, Joan Fontaine e Audrey Dalton. Ambientato nel XVIII secolo a Venezia, è una parodia cappa e spada dei film d'avventura storici ed è incentrato sulle vicende di un sarto che si fa passare per Giacomo Casanova, il grande amatore. In un cameo non accreditato, Vincent Price interpreta il vero Casanova.

## Produzione
Il film, diretto da Norman Z. McLeod su una sceneggiatura di Hal Kanter e Edmund L. Hartmann con il soggetto di Aubrey Wisberg, fu prodotto da Paul Jones per la Paramount Pictures e girato nei Paramount Studios a Hollywood in California nell'agosto del 1953. Un titolo alternativo fu Mr. Casanova.

## Distribuzione
Il film fu distribuito negli Stati Uniti dal 7 aprile 1954 al cinema dalla Paramount. È stato poi pubblicato in DVD negli Stati Uniti dalla Paramount Home video nel 2005.
Alcune delle uscite internazionali sono state:
- nel Regno Unito il 12 aprile 1954
- in Francia il 16 giugno 1954 (La grande nuit de Casanova)
- in Giappone il 2 agosto 1954
- in Portogallo il 1º settembre 1954 (A Grande Noite de Casanova)
- in Svezia il 13 settembre 1954 (Casanovas stora kväll e Kanske en Casanova)
- in Finlandia il 26 novembre 1954 (Casanovan unohtumaton yö)
- in Germania Ovest il 21 gennaio 1955 (Der Schürzenjäger von Venedig)
- in Austria nel febbraio del 1955 (Der Schürzenjäger von Venedig)
- in Australia l'11 marzo 1955
- in Messico il 26 aprile 1955 (El burlador de Venecia)
- in Danimarca il 3 ottobre 1955 (Casanovas store aften)
- in Spagna il 21 giugno 1956 (La gran noche de Casanova)
- in Brasile (A Grande Noite de Casanova)
- in Belgio (La grande nuit de Casanova)
- in Grecia (I erotiki nyhta tou Kazanova; riedizione: O megalos erastis)
- in Italia (La grande notte di Casanova)

## Critica
Secondo il Morandini
il film è una "commedia in costume che scintilla per lo sfarzo più che per l'intelligenza". Sono da segnalare una sceneggiatura dei dialoghi spiritosa, un irresistibile Hope e un Price di grande eleganza. Secondo Leonard Maltin il film si rivela uno "stravagante passatempo in costume".